# 韋応物
韋 応物（い おうぶつ、736年 - 791年?）は、中国・唐（中唐）の詩人。京兆府杜陵県の出身。別称は韋蘇州。玄祖父は韋沖。高祖父は韋挺。曾祖父は則天武后の時代の宰相の韋待価。祖父は韋令儀。父は韋鑾。

## 略歴
北周朝からの名門の家に生まれ、若い頃は太学に学んだ。玄宗に近衛士官（三衛郎）として仕えた。玄宗のおぼえはめでたかったものの、強気なところがあった。安史の乱の後、職を失ったため故郷に帰って貧窮した。そこで心を入れ替えて勉学に励んだ。その後、下級の地方官を転々とした。
洛陽県丞のとき軍兵が不正をはたらくのを厳しく取り締まった。それからは病気を理由に辞任したり滁州刺史になったりと、官途に就いたり辞めたりを繰り返した。786年には蘇州刺史になった。そして白居易が赴任してくると引退し、寺院に寓居した。白楽天（白居易）が尊敬した先達としても知られる。
その最期は判然としないが、大和年間（827年 - 835年）まで生存していて、劉禹錫によって官に推薦されたというが確証はない。
自然を詠う詩に巧みで、とくに自然の静けさや穏やかさを主題とする物に秀でている。盛唐の孟浩然や王維を受け継ぐとされ、柳宗元も一括して“王孟韋柳”と並称される。『韋蘇州集』10巻が伝わる。
作品には『幽居』（五言古詩）、『聞雁（雁を聞く）』（五言絶句）等がある。
陶　潜　一般には　陶　淵明　で知られる山水詩を確立した漢詩人を、後世に初めて正当に評価した功績も大きい。
| 聞雁       |                                                    |
| 故園眇何處 | 故園（こえん） 眇（びょう）として 何処（いずくぞ） |
| 歸思方悠哉 | 帰思（きし） 方（まさ）に悠なる哉（かな）          |
| 淮南秋雨夜 | 淮南（わいなん） 秋雨の夜（よ）                    |
| 高斎聞雁来 | 高斎（こうさい） 雁の来（きた）るを聞く            |